# المنظمة الأوروبية للسرطان
المنظمة الأوروبية للسرطان هي اتحاد غير ربحي يضم 42 جمعية عضو تعمل في مجال السرطان على المستوى الأوروبي، إلى جانب 21 عضوًا من اللجنة الاستشارية الأوروبية للمرضى. تتمثل مهمة المنظمة في جمع المتخصصين في علم الأورام والمرضى للاتفاق على السياسة، والدعوة إلى التغيير الإيجابي، والتحدث باسم مجتمع السرطان الأوروبي. المنظمة الأوروبية للسرطان هي الجهة المنظمة للقمة الأوروبية السنوية للسرطان.

## تاريخ
في أوائل ثمانينيات القرن العشرين، أرسى عدد قليل من أصحاب الرؤى الأوروبيين العاملين في مجال علم الأورام الأساس للتعددية التخصصية في رعاية مرضى السرطان، وهو ما يعني أن معالجة السرطان تمثل جهداً جماعياً يتطلب نهجاً منسقاً. كان هذا مفهومًا جديدًا نسبيًا في ذلك الوقت، ولكن بعد مرور 40 عامًا، يُنظر إلى التعددية التخصصية باعتبارها أفضل نهج لعلاج السرطان.
وبناء على ذلك، تقرر جمع اللاعبين الرئيسيين في مجال أبحاث السرطان وعلاجه ورعايته من أجل خلق الوعي برغبات واحتياجات المرضى، وتشجيع التفكير التقدمي في سياسة السرطان والتعليم والتدريب، ومواصلة تعزيز أبحاث السرطان الأوروبية وتطبيقاتها من خلال تنظيم مؤتمر متعدد التخصصات يسمى ECCO - المؤتمر الأوروبي لعلم الأورام السريري [الإنجليزية]
 (تمت إعادة تسميته لاحقًا باسم ECCO-مؤتمر السرطان الأوروبي). ولتعزيز هذه الأفكار وتطويرها بشكل أكبر، قامت ست جمعيات مهنية وهي ESMO ، وESTRO، وESSO، وEACR، وEONS، وSIOPE في عام 1981 بتأسيس FECS ( اتحاد جمعيات السرطان الأوروبية [الإنجليزية]
 ) بشكل قانوني.
بعد فترة من التفكير في عامي 2006 و2007، والتي تم خلالها استشارة العديد من اللاعبين في مجال علم الأورام، تم تحويل FECS إلى كيان ديناميكي جديد: المنظمة الأوروبية للسرطان. وقد تم الإعلان عن ذلك رسميًا في مؤتمر السرطان الأوروبي في برشلونة في سبتمبر 2007، حيث تم إطلاق المنظمة باسمها الجديد.

## إدارة
تدار المنظمة الأوروبية للسرطان من قبل مجلس إدارة ولجنة تنفيذية. الرئيس للفترة 2024-2025 هو تشابا ديجي. لدى المنظمة مكتب في بروكسل، بلجيكا، ويضم رئيسًا تنفيذيًا وفريقًا من الموظفين والمستشارين.

## تأسيس
أسست منظمة السرطان الأوروبية مؤسسة مجتمع السرطان الأوروبي في عام 2023، وأطلقت في البرلمان الأوروبي في يونيو 2023 ومنحت المنح الأولى في نوفمبر 2023 خلال قمة السرطان الأوروبية. وبموجب النظام الأساسي، فإن رئيس مؤسسة السرطان الأوروبية هو الرئيس السابق لمنظمة السرطان الأوروبية.